# 班布里奇号驱逐舰 (DDG-96)
班布里奇号驱逐舰（USS Bainbridge (DDG-96)）是美国海军阿利·伯克级驱逐舰的第四十六艘，以海军准将威廉·班布里奇命名。
班布里奇号驱逐舰于2003年5月7日在缅因州巴斯的巴斯钢铁厂安放龙骨，2004年11月13日下水，2005年11月12日服役。母港為維吉尼亞州諾福克海軍基地（Naval Station Norfolk）。
2009年4月9日至4月12日，此艦參與快桅阿拉巴馬號劫持案營救船長的任務。